# وینکن، بلینکن و ناد (فیلم)
وینکن، بلینکن و ناد (به انگلیسی: Wynken, Blynken and Nod) یک کارتون از مجموعه سمفونی احمقانه محصول سال ۱۹۳۸ است که اقتباسی از شعر یوجین فیلد با همین نام است. این اثر به کارگردانی گراهام هید و تهیه‌کنندگی شرکت والت دیزنی می‌باشد و توسط آر.ک.ئو توزیع شده است. سه کودک کارتونی در این اثر، به شخصیت مایکل دارلینگ در فیلم انیمیشنی دیزنی در سال ۱۹۵۳ ، پیتر پن شباهت داشتند. 